# 큐로쿠섬

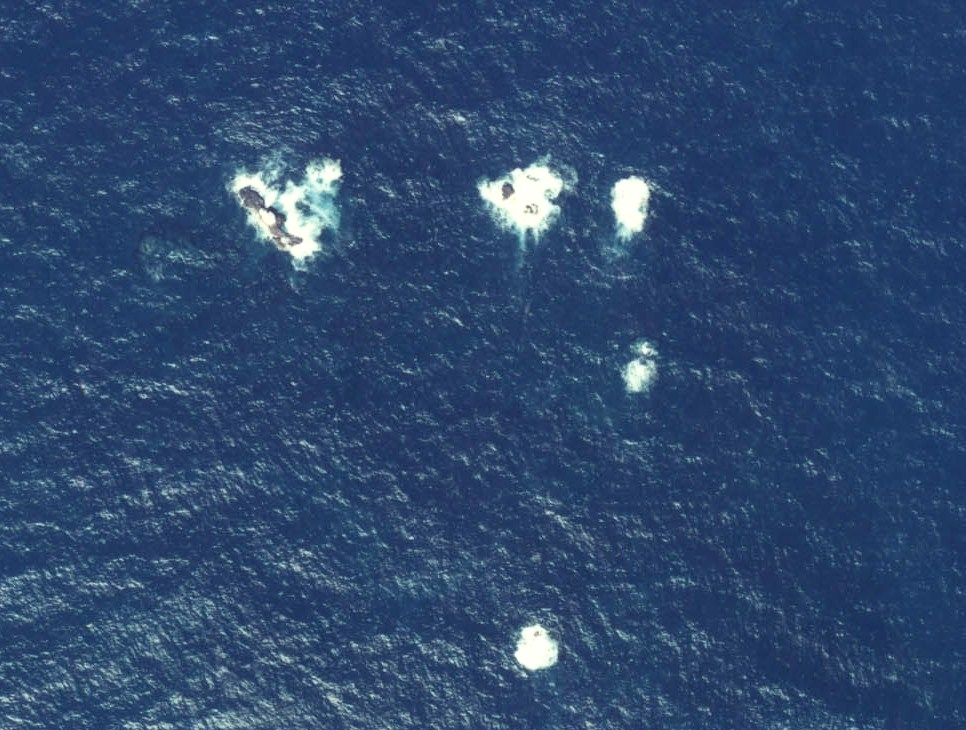
이 섬은 총 5개의 암초로 이루어져 있다.

큐로쿠섬(久六島)은 일본 도호쿠 아오모리현 니시쓰가루군에 위치한 섬이다. 이 섬은 동해에 있는 무인도로 아오모리현 최남단에 위치해 있는 섬이다. 이 섬은 면적이 매우 작아 거의 암초와도 가깝다. 이 섬의 좌표는 북위 40도 31분 53초 동경 139도 30분 5초이다.